# Efectul tunel
Efectul tunel rezultă din capacitatea unui obiect cuantic de a străbate o barieră de potențial la scară atomică, fapt care ar fi imposibil după legile mecanicii clasice "sensu stricto". Acest fenomen poate fi explicat prin faptul că funcția de undă asociată unei particule, nu se anulează în zona barierei, ci se atenuează în cele mai multe situații de o manieră exponențială în această zonă. Dacă funcția de undă nu devine matematic nulă la ieșirea din barieră, există o probabilitate ca particula în chestiune să traverseze această barieră de potențial. Această probabilitate de traversare depinde de existența unor stări cuantice accesibile pentru particula respectivă de o parte și de alta a barierei, precum și de întinderea zonei ocupate de barieră. 
Efectul tunel a fost descoperit de Gamov, Condon și Gurney în anul 1928 și pe baza lui se pot explica emisia la rece a electronilor din metale, dezintegrarea alfa și alte fenomene. 

## Istoric
În 1928, George Gamow a elaborat teoria dezintegrării alfa a unui nucleu prin efectul tunel. Clasic, particula este menținută în nucleu din cauza energiei foarte mari necesare evadării de sub potențialul enorm al nucleului. Este nevoie de o cantitate foarte mare de energie pentru a dezintegra nucleul. În mecanica cuantică, însă, există o probabilitate ca particula să poată evada ca printr-un tunel prin potențialul său. Gamow a rezolvat un potențial model pentru nucleu și a stabilit o relație între timpul de înjumătățire a particulelor și energia emisiei. 
Dezintegrarea alfa prin efectul tunel a fost rezolvată în același timp de Ronald Gurney și Edward Condon. La scurt timp după aceea, ambele grupuri au analizat posibilitatea dacă particulele ar putea "intra" în nucleu. 
După participarea la un seminar de a lui Gamow, Max Born a recunoscut generalitatea acestui efect. El și-a dat seama că fenomenul tunel nu este limitat doar la fizica nucleară, ci este un rezultat general al mecanicii cuantice care se aplică la mai multe sisteme. Astăzi efectul tunel se poate aplica și la cosmologia universului tânăr. 
Acest efect a fost aplicat mai târziu și în celalte situații, cum ar fi de emisie la rece a electronilor, și probabil cel mai important, la fizica materialelor semiconductoare și supraconductoare. Fenomene, cum ar fi emisia de câmp a electronilor, sunt explicate prin efectul tunel. 
O altă aplicație majoră este microscopul de tunelare de electroni, cu care se pot vedea suprafețe la nivel atomic și obiecte prea mici pentru microscoapele convenționale. 
Efectul tunel este un mecanism folosit de enzime pentru a crește vitezele de reacție. A fost demonstrat faptul că enzimele folosesc efectul tunel pentru a transfera atât electroni, cât și nuclee, cum ar fi protoni și deuteriul. S-a demonstrat chiar la enzima glucozoxidază, unde nucleele de oxigen s-au deplasat prin efectul tunel, în condiții fiziologice.

## Trecerea particulei printr-o barieră de potențial
Se consideră o particulă care, mișcându-se de la stânga la dreapta, cade pe o barieră de potențial de înălțime U0 și lărgime l. 
Din punct de vedere clasic, particula are următoarea comportare. Dacă energia particulei este mai mare decât înălțimea barierei (W>U0), particula trece peste barieră; pe porțiunea 0<x<l se micșorează doar viteza particulei, însă după x>l, din nou viteza devine cea inițială, întocmai cum o particulă de energie cinetică mv2/2 poate trece peste un deal de înălțime h dacă mv2/2>mgh. Dacă W<UO, particula este reflectată de barieră schimbându-și sensul de mișcare; prin barieră, particula nu poate trece. 
Din punctul de vedere al mecanicii cuantice, particula se comportă altfel. În primul rând, chiar pentru W>U0 există o probabilitate diferită de zero ca particula să fie reflectată. În al doilea rând, pentru W<U0 există o probabilitate diferită de zero ca particula să treacă prin barieră și să ajungă în domeniul X>l. O astfel de comportare a microparticulelor, imposibil de explicat din punct de vedere clasic, rezultă direct din ecuația lui Schrodinger. 
Se consideră cazul W<U0. Ecuația lui Schrodinger are forma: 
- d2ψ/dx2 + Wψ*2m0/ħ2=0

înainte de a ajunge la groapa de potențial și imediat după, și
- d2ψ/dx2 + (W-U0)ψ*2m0/ħ2=0

în groapa de potențial, când W-U0<o. 
Soluțiile generale ale acestor ecuații diferențiale sunt:
1. ψ1=A1eikx + B1e-ikx
2. ψ2=A2eα + B2e-α
3. ψ3=A3eikx + B3e-ikx

unde k2=2m0W/ħ2 și α2=2m0(U0-W)/ħ2. 
Soluția de tipul eikx corespunde unei unde care se propagă în sensul pozitiv al axei x, iar soluția e-ikx unei unde care se propagă în sens contrar (unda reflectată). 
Imediat după trecerea barierei de potențial există numai unda care a trecut prin barieră și se propagă de la stânga la dreapta. Ca urmare, B3=0. Pentru a determina și ceilalți coeficienți, se folosesc condițiile pe care trebuie să le îndeplinească funcția ψ. Din condiția de continuitate a lui ψ și ψ' rezultă:
- ψ1(0)=ψ2(0),
- ψ2(l)=ψ3(l),
- ψ'1(0)=ψ'2(0),
- ψ'2(l)=ψ'3(l),

adică:
- A1 + B1 = A2 + B2;
- A2eαl + B2e-αl = A3eikl;
- ikA1 - ikB1 = αA2 - αB2;
- αA2eαl - αB2e-αl = ikA3eikl

Raportul pătratelor modulelor amplitudinilor undelor reflectatat și incidenta, 
- R = |B1|2/|A1|2, determină probabilitatea de reflexie a particulei de bariera de potențial și se numește coeficient de reflexie.

Raportul pătratelor modulelor amplitudinilor undelor trecuta de bariera, respectiv incidenta, 
- D = |A3|2/|A1|2, determină probabilitatea de trecere a particulei prin bariera de potențial și se numește coeficient de trecere. Acest coeficient mai este egal cu modului raportului densității fluxului de particule, care trec prin barieră la densitatea fluxului de particule care cad pe barieră.

Rezolvând sistemul de ecuații, pentru coeficientul de trecere se obține:
- D~e-2αl=e-2√(2m0(U0-W) * l/ħ.

Această relație arată că există o probabilitate anumită ca dintr-un număr de particule care întâlnesc o barieră de potențial, o parte să treacă prin barieră ca printr-un tunel, de unde și denumirea de efect tunel.

## Aplicații
Efectul tunel e important pentru fenomene ca radioactivitate, cataliza enzimatică.